# Sjeverna lokalna superpraznina
Sjeverna lokalna superpraznina je područje svemira bez bogatih skupova galaksija, poznato kao praznina. To je najbliža superpraznina i nalazi se između superskupova Djevice (Lokalnog superskupa), Coma i Herkul. Na nebu se nalazi između zviježđa Volara, Djevice i Glave zmije. Sadrži nekoliko malih galaktika (prije svega spiralnih) i skupova galaktika, ali uglavnom je prazna. Slabe galaktike unutar ove praznine dijele regiju na manje praznine, koje su 3 do 10 puta manje od superpraznine. Središte je udaljeno oko 61 Mpc (199 milijuna svj. godina) otprilike na koordinatama 15h 0m 0s, +15° 0′ 0″), a superpraznina je na najužem mjestu široka 104 Mpc.